# Machcin (Grande-Pologne)
Pour les articles homonymes, voir Machcin.
Machcin (prononciation : [ˈmaxt͡ɕin]) est un village polonais de la gmina de Śmigiel dans le powiat de Kościan de la voïvodie de Grande-Pologne dans le centre-ouest de la Pologne.
Il se situe à environ 9 kilomètres au sud-ouest de Śmigiel (siège de la gmina), à 21 kilomètres au sud-ouest de Kościan (siège du powiat) et à 60 kilomètres au sud-ouest de Poznań (capitale régionale).
Le village possède une population de 510 habitants.

## Histoire
De 1975 à 1998, le village faisait partie du territoire de la voïvodie de Leszno.

Depuis 1999, Machcin est situé dans la voïvodie de Grande-Pologne.